# Cookin’ Soul
Cookin' Soul es un grupo de productores y DJ's de rap procedentes de Valencia, España. 
En sus orígenes estaba formado por Big Size , Milton y Zock, actualmente Big Size es el único integrante en activo. El grupo es conocido por sus producciones en numerosos temas de MCs y grupos de rap en todo el mundo. También se les reconoce por la publicación de un gran número de mixtapes y álbumes.
Han producido temas para The Game, Swizz Beatz, Soulja Boy, Beenie Man, Clipse, Nicki Minaj, YG, Mucho Muchacho, Max B, Styles P, Dipset, Freddie Gibbs, De La Ghetto, Skyzoo, Nipsey Hussle, Curren$y, Joell Ortiz, Kool G Rap, Yung Beef, Kaydy Cain, Khaled, Rels B,Bejo o CL Smooth, y han aparecido en más de cien álbumes y mixtapes en todo el mundo, más apariciones en MTV, VH1, la revista XXL, Televisión Nacional de España.
Han realizado numerosas mixtapes mezclando acapellas de Jay Z con artistas muy diversos como Elvis Presley, Oasis o Coldplay.
Reconocidos también como DJs, con sus sesiones han estado en más de 20 países: EE. UU.,  Japón, Corea del Sur, Taiwan, Dubái, Francia, México, Hungría, Chile, Holanda, Italia, Austria, etc.
También son conocidos por sus mash-ups de artistas estadounidenses (Jay Z, Nas, The Notorious B.I.G.) con iconos de la música popular española como El Fary, Manolo Escobar, Nino Bravo.

## Comienzos
Cuando “Big Size” tenía apenas diez años, su hermano mayor, quien era "DJ" le dejaba de vez en cuando pinchar sus vinilos de "Rap Americano". A finales del año 2003 comenzó a producir utilizando el software FastTracker.
Junto a su vecino "Milton" fundaron un colectivo llamado "COOKIN' SOUL", con el claro objetivo de llegar a la cima.

## Trayectoria
Basando su estilo de producción en el uso de samples de soul, comenzaron a ser reconocidos gracias a su primer trabajo; Remixes Vol.1 (2005).
Después de su primer trabajo, lanzaron un segundo volumen de esa misma serie. Antes de llegar el tercero, ya estaban posicionados como los productores musicales españoles con más proyección del momento.
Habiendole producido ya a raperos como CL Smooth, Rob O y Nach, en el año 2008 lanzaron el tercer volumen, finalizando una etapa de darse a conocer mundialmente.
En el año 2012, lanzan "Cookin Bananas" junto con el MC Mucho Muchacho, producido entero por los valencianos. Más tarde lanzaron para descarga gratuita una serie de Mixtapes junto a la Jet Life Crew, compuesta por Curren$y, Young Roddy y LES.

## Trabajos / Mixtapes
- Remixes Vol.1 (2005)

- Remixes Vol.2 (2005)

- A.W.O.L. (AZ Remixes) (2006)

- NY State of Mind (Nas , Jay Z , 50 Cent Remixes)  (2007)

- Jay-Z VS Elvis - Billboards Gangsters (2007)

- Remixes Vol.3 (2008)

- Isaac Hayes Instrumental Tribute (2008)

- Teddy Pendegrass (2008)

- Jay-Z VS Oasis - OJAYZIS (2008)

- Jay Z & The Game - Best of Both Coasts (2008)

- Night of the living dead Vol.1 (2008)

- My Hearts Broken (50 Cent Mashups)(2009)

- Ready for Xmas (Notorius Big Mashup) (2009)

- Tribute To the King Of pop (2009)

- Night Of The Living Dead 2 (2009)

- 1:00 A.M. & Rising (2009)

- The RED Album (2009)

- Big Dillla (2010)

- Lost Tapes 1.5 (NAS Remixes)

- This is Cookin Soul - Dj Hazime x DJ George (2010)

- Cookin Soulja Boy mixtape (2010)

- Thank us later (Drake - Thank me later Remix) (2010)

- History in the making: Gangsta Grillz Edition (2010)

- Cookin Bananas (2010) Publicado en la web del grupo

- Swan Fyahbwoy (2012)- Am a warrior

- Summer Waves 2 Mixtape (2012)

## Lista de producciones

### Estados Unidos
- Ac - If I was you

- Ali vegas - Niggas is shifty

- Ali Vegas - Cold Outside

- Ali Vegas - Stress (in the hood)

- Ali Vegas - N.Y.C.E.

- Ali Vegas - Mic in hand

- Ali Vegas - Cookin Soul

- Amanda Diva - Feeling Good

- Amanda Diva - Get Money

- Amanda Diva - It´s time

- Amanda Diva - Wake up everybody

- Beenie Man - Streets is gettin hot

- Big Cas - I`m a star

- Big Cas - My Addictions

- Blanco - I gotta rap ft. Mistah Fab & the Jacka

- CL Smooth - Arrival

- CL Smooth - Big Poppa ft. Skyzoo

- Clyde Carson - Crooked

- Chaundon - Who shot ya/Its over

- Chris Notez - Playboy

- Chris Notez - Last Song

- Chuuwee - Bikini Bottom (Sponge Bob)

- Chuuwee - Yes Yes Yo ft. Mc Melodee

- Chuuwee - Get Yours ft. Willie the Kid

- Chuuwee - Just aint gonna work out ft. Mayer Hawthorne

- Chuuwee - Date Tape (full mixtape)

- Crooked I- Money Talks ft. One-2 & K-Young

- Curren$y - Champagne ft. Fiend

- Curren$y - Come on go with me

- Curren$y - Jet Life ft. Trademark Skydiver & Young Roddy

- Curren$y - Jet Set ft. Trademark Skydiver & Young Roddy

- Dogg Pound (Daz & Kurupt) - Nobody rides for free ft. Fiend

- Doo Wop - GO DJ

- Doo Wop - Cookin Crack

- Doo Wop - When somebody loves you back

- Donny Goines - Grateful ft. Tanya Morgan & Jeremy Carr

- Emilio Rojas - Love vs hate ft. Tote King

- Emilio Rojas - Shinin

- Emilio Rojas - Young Gs

- Evidence (Dilated Peoples) - Amsterdam ft. Fashawn

- Fred Money - M.O.N.E.Y.

- Freeway - Rose & Bo

- Fiend - Mirror

- Fiend - Ol Habits ft. Trademark Skydiver

- Fiend (Iron Chef full mixtape)

- Freddie Gibbs ft. Dom Kennedy - Walk in with the M.O.

- Freddie Gibbs - My nigga

- Freekey Zekey - Cali ft. Sen City & Tito Green

- Gucci Mane - Yeahhh (Pop your back) ft. Dorrough

- Grafh - Bring the Goons Out ft. Sheek Louch

- Grafh - Bring the Goons Out GMix ft. Jim Jones, Red Cafe, Cassidy, Bun B, Maino

- Grafh- Bam Bam ft. Demarco

- Grafh - Call me Up ft. Robbie Nova

- Grafh - My life (If I die tonight) ft. King Charlton

- Grafh - Things done changed

- Jadakiss - Layin em down

- Jean Grae - Love song part 4

- Jean Grae - Hypnotize

- Jim Jones - Picture me rollin ft. Sen City

- Joell Ortiz - Food for Thought

- Joell Ortiz - Hip-Hop official remix ft. Jadakiss, Saigon & Novel

- JoJo Simmons – Ready to go ft. Dante Hawkins

- JR Writer - Thug about

- Kanye West - Crack Muzik (Cookin Soul Official Remix)

- Killa Kyleon - Legalize

- Killa Kyleon - Hater

- Krondon - Hot Tamales ft. Mitchy Slick, Blanco & Yukmouth

- LA the Darkman - World is filled ft. Willie the Kid

- LA the Darkman - I love the dought ft. Willie the Kid

- LA the Darkman - Set me free ft. Willie the Kid

- Lil Cease - Ten Crack commandments ft. Cardan

- Lil B - Radio

- Lil B - Aye ft. Soulja Boy & Short Dawg (Young Money)

- Mac Miller - Come on baby ft. Killa Kyleon

- Mac Miller - Genius feat. MC Melodee

- Max B - Lip Singin

- Method Man & Redman - Dangerous Mc's official remix

- Mickey Factz - Flyin Ballons

- Nicki Minaj - Dopeman ft. Pusha T (Clipse)

- Nicki Minaj - Dopeman gmix ft. Pusha T, Kool G Rap, XV, Tek (SmifnWessun), Doo Wop

- Nipsey Hussle - A million

- Nipsey Hussle - Another

- Nipsey Hussle - The best

- Nipsey Hussle - Shooter

- Nipsey Hussle x Blanco - L.A. Confidential ft. YG

- Nipsey Hussle - AK 47 feat. Mistah Fab

- Nipsey Hussle x Blanco - OG Kush feat. Kokane & B-Legit

- Nipsey Hussle x Blanco - RAW (full album)

- Nu Jerzey Devil - Chain Snatcher ft. Sheek Louch

- Prinz - Get it poppin

- Redman - Boss ft. Blanco

- Remo da rapstar - Cruisin

- Rob-O - Magnificent official remix

- Riz - Young, Fly & Flashy

- Sean Paul - Home Alone Riddim

- Sen City - Dreams ft. Freekey Zekey

- Sha Stimuli - Have you seen him

- Sha Stimuli - Let me be closer ft. Dante Hawkins

- Shiest Bubz - Open your eyes

- Shiest Bubz - Fist full of money

- Shiest Bubz - Going back to Cali

- Sir Michael Rocks (of the Cool Kids) - Alive & High

- Skyzoo - On fire ft. Sha Stimuli & Donny Goines

- Skrilla kid Villain - Jersey to London ft. Eurogang

- Smif n Wessun - Stockin Stuffers Hood Xmas (full mixtape)

- Soulja Boy - Angel girl

- Soulja Boy - Lil Dre

- Soulja Boy - This is what you become

- Soulja Boy - Cookin Soulja Boy (full mixtape with Dj Whoo Kid)

- Styles P - Kick in the door

- St. Laz - Straight from Brooklyn

- Swizz Beatz - Showtime

- The Game - Baggage Claim[5]
- The Game - Showtime

- Tek (SmifnWessun) - Crush on you

- Tek (SmifnWessun) - Notta Game

- Tek (SmifnWessun) - Forever

- Tek (SmifnWessun) - Juicy

- Tek (SmifnWessun) - Wake up pt 2

- Travis Barker ft. Tony Yayo - Me against the world

- Trademark Skydiver & Young Roddy - Paper Habits

- Trademark Skydiver & Young Roddy - Nothing Less

- Trademark Skydiver & Young Roddy - Pilots

- Trademark Skydiver & Young Roddy - Jet Life to the next life (full mixtape)

- Tom Gist - Money stays in Harlem

- TRP - B4LT1M0RE feat. Bossman

- Uncle Murda - Long Kiss Goodnight

- V.A. - Streets is gettin hot remix ft. (Tek, Stat Quo, Ali Vegas, Mic Geronimo, Rapper Pooh (Little Brother), Doo Wop, Icadon, Chirie Vegas & 40 Cal)
- Willie the Kid - Behold

- Willie the Kid - Unfriendly Skies

- Young Chris - Jabari Freestyle

- Yukmouth - Rocky Road ft. Blanco & The Jacka

- 40 Cal - Blackout

- 40 Cal - Harlem gangster

- 40 Cal - Haterz E.N.V.Y.

- 40 Cal - Heatin Up

- 40 Cal - some 4 ur face ft. Camron

- 40 Cal - Overdose

- 40 Cal - Like this

- 40 Cal - Right or Wrong

- 40 Cal - So hood

### España
- Agorazein - Epokhe

- Aniki - Escuchalo

- Cookin Bananas - Aquí te pillo, aquí temazo

- Cookin Bananas - Aquí te pillo, aquí temazo REMIX con Juan Solo, Lírico y Tote King

- Cookin Bananas - Cerveza y cigarrillos

- Cookin Bananas - Cuanto hablais

- Cookin Bananas - LLueve en el infierno

- Cookin Bananas - 3 AM

- Cookin Bananas - Todo sobre mi desmadre

- Cookin Bananas- Contra las cuerdas

- Cookin Bananas - Mucho tienen que volver

- Cookin Bananas - Llueve en el infierno

- Cookin Bananas - Cambios

- Cookin Bananas - Tenemos droga(remix)

- Dellafuente - Cookin Macarrones

- Dlux - Volverte a encontrar

- Flavio Rodríguez - Flaviolous Anthem con Choco Bros

- Flavio Rodríguez - No llores más

- Flavio Rodríguez - Dedicado

- Flavio Rodríguez - Quiero estar contigo remix oficial con Quiroga

- Hermano L - Tan Rápido con Flavio Rodríguez

- Hermano L - Estoy Cookin

- Jefe de la M - Que sabes tu?

- Jefe de la M - Después del show

- Juaninacka - Luces de neon

- Juaninacka - Confesiones

- Khaled - Salam Alaykom

- Khaled - Camarón
- Khaled - Cookin Hardala
- Khaled - Amor de compra y venta
- Khaled - To Se Sabe
- Khaled, El Mini, Prok - Comme Des Garçons
- Kaydy Cain - Intro
- Kaydy Cain- OG
- Kaydy Cain - 6 Feet Deep
- Kaydy Cain, Yung Beef - Givenchy Dons
- Kaydy Cain - Fuck Raperos
- Kaydy Cain, Israel B, Asesino 187 - Wildstyle
- Kaydy Cain - Like Dat
- Kaydy Cain - Cañonazo
- Kaydy Cain, Yung Beef - So Selfish

- Kultama - Paletos

- Nach - Una vida por delante con Flavio Rodríguez

- Nach - El hombre que siempre estuvo allí

- Nach - Tras este escenario con Juaninacka

- Nach - Mi propio cielo

- Nach - Sr. libro y sr. calle con All Day

- Nach - Quiz Show

- Nach - Los años luz con Diana Feria

- Nach - Disparos de silencio con Wöyza

- Nach - Si yo fuera con Angela Cervantes

- Nach - Ayer y hoy con El Chojin

- Nach - Tres Siglas

- Madnass - Mi lugar

- Madnass - Un punto en el espacio

- Primer Dan - Vender el infierno
- PXXR GVNG - El Ying y el Yang

- Quilate - Vivos con Aqueel

- Quilate - Mi gente

- Quilate - Seducción con Gran Purismo

- Rapsusklei - Te quiero

- Rapsusklei - Please Officer con Hermano L

- Rels B - Dreams

- SFDK - VS

- SFDK - No con Chukky

- Swan Fyahbwoy - Am a Warrior

- Spanish Fly - Si tienen algo de fe

- Spanish Fly - Nivel siguiente

- Tote King - No sonrio pero todo esta bien con Lírico

- Tote King - Ven con Shotta

- Tote King - Todo lo que quiero

- Tote King - Solo en Casa

- Tote King - Documental "Tengo que volver a casa" (BSO entera)

- Trece14 - Moda

- Trece14 - Te acuerdas?

- Trece14 - Nunca Más con Quiroga

- Trece14 - Pa garitos

- Trece14 - Siempre con Nathaly Salim

- Xcese - B.U.L.T.O.

- Xcese - Vaya Clase

- Zatu - Esto o aquello con Piezas y Shabu One Shant

- Franko Maiale - Puro ego

- Franko Maiale - Se donde esta el fuego por el humo

- Duo Kie - Martillo

- Lírico - Zumo Concentrado

- Yung Beef - El Papasito Bars

- Yung Beef - Cleopatra
- Yung Beef - Cocinando Filete
- Yung Beef, Pablo Chill-E - Pink Floyd
- Yung Beef, Cruz Cafuné - Konbini Wars

### Resto del mundo
- Diversidad - Go Hard (Nach, Dj Cut Killer, Frenkie, Curse, Valete)

- Diversidad - We don`t sleep (Nach, Marcus Price, Orelsan, Remi, Pitcho)

- Diversidad - Cookin in your pot (Mc Melodee, Orelsan, Marcus Price, Curse, Mariama, Luche)

- Diversidad - Amore criminal (GMB, Valete, Luche)

- Marcelo D2 - Eu Tenho o Poder (Brazil)

- La Fouine - Bienvenue Dans Le 78 (France)

- Orelsan - Ils sont Cools (France)

- Alonzo - Véritable (France)

- Deen Burbigo - Roule (France)

- Amir - S.O.S (Italy)

- CoSang - L'Invidia (Italy)

- Tormento - La Fuori (Italy)

- Mondo Marcio - Non Ti Serve Nessun Altro (Italy)

- Vacca - Tanto (Italy)

- Guè Pequeno & Tormento - Daddy (Italy)

- Dabo - Rap Genshou (Kourin Nau) (Japan)

- Dabo - Deppatsu Shinkou official remix (Japan)

- Ryuzo - The R official remix (Japan)

- Dj Hazime - Beats & Rhyme official remix ft. Maccho, Norikiyo, Hannya & Dabo (Japan)

- MC Melodee - Cha Cha Cha 2011 (Netherlands)

- MC Melodee - Check out Melodee (full mixtape)

- MC Melodee - Don't Front

- MC Melodee - Gotta get away

- MC Melodee - Here We Come ft. Smif n Wessun

- MC Melodee - HipHop (My Beloved) ft. Mucho Muchacho

- MC Melodee - Up in the clouds

- MC Melodee - I Don't Care

- La Melodía - Give it up official remix (Netherlands)

- J Brown & the Mic Smith - Cookin Soul official remix (New Zealand)

- De la Ghetto - Ready to die (Puerto Rico)

- Rey Chesta (Tres Coronas) - Marihuana con Neguz (Colombia)